# Rodrigo Ronquillo
Rodrigo Ronquillo y Briceño, más conocido como Alcalde Ronquillo (Arévalo o Aldeaseca, Ávila, 1471 - Madrid, 9 de diciembre de 1552) fue un militar y noble español conocido por su participación en la Guerra de las Comunidades de Castilla, luchando en el bando realista. Fue un político y alto funcionario judicial de la Sala de Alcaldes de la Casa y Corte de Su Majestad.

## Biografía
Se casó en 1498 con Teresa Briceño, de la casa de Mingolián e hija de Ruy González Briceño, un destacado personaje de Castilla. Fruto de dicho matrimonio nacieron Gonzalo Ronquillo, que heredó el mayorazgo de su padre y fue Comendador de Santa Cruz de la Zarza (Toledo) de la Orden de Santiago y regidor perpetuo de Arévalo; Luis Ronquillo, sacerdote; Catalina, casada con Pedro de Mercado y Peñalosa; y Francisca, esta última, monja.
Cuando ostentaba el cargo de alcalde de Zamora se decantó por el bando realista al estallar la revuelta de los comuneros de Castilla y fue enviado por Adriano de Utrecht con tropas contra los insurrectos de Segovia. 
Ronquillo avanzó hacia Santa María la Real de Nieva y Zamarramala, pero fue rápidamente derrotado por las tropas de Juan Bravo, Juan de Padilla y Juan de Zapata y tuvo que refugiarse en Arévalo. A su auxilió acudieron las tropas mandadas por Antonio de Fonseca y se dirigieron ambos a Medina del Campo, de donde también fueron rechazados. Tuvo parte en el incendio de Medina del Campo en 1520, por lo que fue destituido de su cargo. Fonseca y Ronquillo viajaron a Flandes para presentar sus quejas al rey Carlos I, quien les repuso en sus honores y cargos. 
Tras la batalla de Villalar (23 de abril de 1521), en la que fueron derrotados los comuneros, se le encargó el proceso contra los caudillos de la revuelta a quienes mandó ejecutar inmediatamente; no fueron ejecutados el caudillo salmantino Pedro Maldonado que, a pesar de su parentesco con el duque de Benavente sería ejecutado al año siguiente y, por su estado sacerdotal, el obispo Antonio de Acuña que finalmente fue ejecutado en 1526.
Rodrigo Ronquillo medió con el emperador Carlos a fin de que el palacio real de Arévalo fuera dado a su tía Jimena Velázquez, abadesa del monasterio de Gómez Román. La donación se efectuó en 1524. 
Ronquillo falleció en Madrid el 9 de diciembre de 1552. Sus restos reposaron en el monasterio del Real de Arévalo hasta el derribo de aquel en 1976.